# Odolanów
Odolanów é um município da Polônia, na voivodia da Grande Polônia e no condado de Ostrów Wielkopolski. Estende-se por uma área de 4,76 km², com 5 130 habitantes, segundo os censos de 2019, com uma densidade de 1078 hab/km².